# Albizia schimperiana
Albizia schimperiana es una especie fanerógama perteneciente a la familia de las fabáceas. Es endémica de África oriental.

## Descripción
Es un árbol, que alcanza un tamaño de 5-23 (30) m de altura, la corteza lisa, gris o marrón y áspera a veces; las ramitas jóvenes densamente o escasamente pubescentes de color marrón (a veces pubescencia gris), más tarde glabrescentes uniforme o no la corona. Hojas con raquis breve y denso a esparcidamente pubescentes; pinnas (1) 2-7 pares; foliolos de los 2 pares de pinnas distales 6-21 (23) pares (a veces tan pocos como 5 pares de pinnas en los inferiores), 7-21 (30) x 3,5 -8 · 5 (16) mm., variables en forma y tamaño, oblicuamente oblongos, o rómbicas a falcadas-oblongas, agudas a redondeadas y mucronadas en el ápice,  con nervio central diagonal, ± adpreso-pubescentes por debajo. Flores de color blanco o amarillo pálido, pediceladas, con pedicelos de 2-6 mm de largo, densamente y poco marrón pubescentes o pubérulos a veces, como son los cálices y corolas. Cáliz 1.5 -2 · 5 mm  largo. Corola de 4.7 · 5 mm de largo. Legumbres aparentemente indehiscentes, 15-34 x (2) 2,8 -5 · 9 cm., oblongas, pubérulas (a veces  escasamente), no brillantes, de color marrón. Semillas de 9-11 x 6,5 mm , aplanadas.

## Distribución y hábitat
Se encuentra en el bosque seco siempre verde; matorrales siempre verdes; es una de las especies dominantes en el bosque con especies de Croton, Macaranga, Albizia, Ocotea; etc...

## Taxonomía
Albizia amara fue descrita por  Daniel Oliver (botánico)  y publicado en Flora of Tropical Africa 2: 359. 1871.
Etimología
albizia: nombre genérico dedicado a Filippo del Albizzi, naturalista italiano del siglo XVIII que fue el primero en introducirla en Europa en el año 1740 desde Constantinopla.
aschimperiana: epíteto
Sinonimia
- Albizia amaniensis Baker f.
- Albizia maranguensis Engl.	[4]